# Xavier Bettel

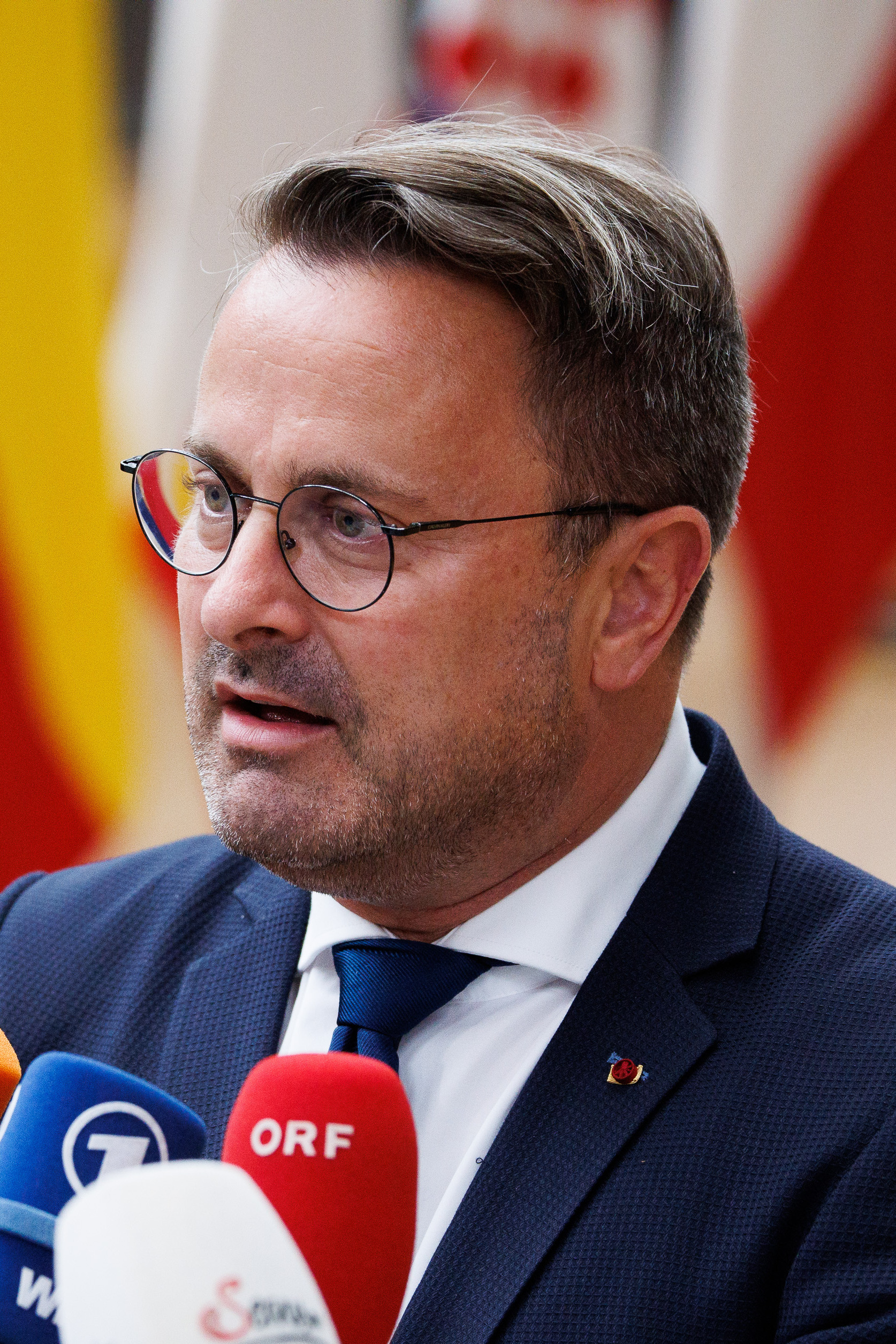
Xavier Bettel (2023)

Xavier Bettel (* 3. März 1973 in Luxemburg) ist ein luxemburgischer Politiker der Demokratesch Partei. Er war vom 4. Dezember 2013 bis zum 17. November 2023 Premierminister und ist seither Außenminister und Vize-Premierminister des Großherzogtums Luxemburg.
Bettel studierte Rechtswissenschaften und war zunächst als Rechtsanwalt tätig und wurde bei den Wahlen im Jahr 1999 als Abgeordneter in das die luxemburgische Parlament (Abgeordnetenkammer) gewählt. Vom 24. November 2011 bis 2013 war Bettel Bürgermeister der Stadt Luxemburg. Von 2013 bis 2015 war er Parteivorsitzender der Demokratesch Partei.

## Leben, Ausbildung, berufliche Laufbahn
Im Alter von 9 bis 10 Jahren besuchte Bettel eine Primarschule in Bonneweg. Laut eigener Aussage begann er schon damals, sich politisch zu engagieren, indem er mit weiteren Schülern bei einem Besuch der damaligen Bürgermeisterin, Lydie Polfer, in seiner Schule mit einer von ihm initiierten Petition für einen fehlenden Kinderspielplatz plädierte. Von da an habe er selbst Bürgermeister werden und sich in diesem Amt für die Anlage von Spielplätzen einsetzen wollen. 1988 trat Bettel im Alter von 15 Jahren der Demokratesch Partei (DP) bei. 
Nach seinem baccalauréat (Abitur) am Lycée Hélène Boucher in der französischen Stadt Thionville studierte Xavier Bettel öffentliches Recht, Kirchen-, See- und Europarecht an der juristischen Fakultät der Universität Nancy (Frankreich) und an der Aristoteles-Universität Thessaloniki (Griechenland). Bis zu seiner Wahl zum Bürgermeister von Luxemburg war er als Rechtsanwalt tätig. Von 1994 bis 2002 war er Vorsitzender der Luxemburger Jungliberalen (JDL).
1999 wurde Bettel in die Abgeordnetenkammer (Parlament) des Großherzogtums Luxemburg gewählt. Mit 26 Jahren war er dort der jüngste Abgeordnete. Im selben Jahr wurde er zudem in den Gemeinderat der Stadt Luxemburg gewählt. Bei den Kammerwahlen 2004 und 2009 wurde er wiedergewählt. 2005 wurde er Schöffe (Beigeordneter) der Stadt Luxemburg und bei den Kommunalwahlen am 9. Oktober 2011 der Kandidat seiner Partei, der die meisten Stimmen auf sich vereinte. Damit löste er den amtierenden Bürgermeister, Paul Helminger, ab und wurde am 24. November als neuer Bürgermeister der Stadt Luxemburg vereidigt.
Bei der Kammerwahl (Parlamentswahl) 2013 errang Bettels Demokratesch Partei (DP) 13 Sitze. Er lehnte es ab, Juniorpartner einer vom langjährigen Ministerpräsidenten Jean-Claude Juncker geführten Regierung zu werden, und einigte sich stattdessen mit der Lëtzebuerger Sozialistesch Aarbechterpartei (LSAP) und den Grünen (Déi Gréng) auf Koalitionsverhandlungen. Am 25. Oktober 2013 beauftragte ihn Großherzog Henri mit der Regierungsbildung. Am 4. Dezember 2013 wurde Bettel als Ministerpräsident vereidigt (Regierung Bettel-Schneider). Nach den Parlamentswahlen von 2018 wurde Bettel abermals mit der Regierungsbildung betraut. Am 3. Dezember einigte sich Bettels Partei mit der LSAP und den Grünen auf die Fortsetzung ihrer Koalition (Regierung Bettel-Schneider/Kersch-Braz/Bausch).
Nachdem in luxemburgischen Medien mehrmals Bettels Homosexualität thematisiert worden war, sprach er in der Sendung Background auf RTL Télé Lëtzebuerg am 28. Juni 2008 erstmals öffentlich darüber und betonte, wie schwierig es noch sei, damit in der luxemburgischen Gesellschaft umzugehen. Vom 19. März 2010 an lebte er in einer eingetragenen Lebenspartnerschaft mit Gauthier Destenay, einem belgischen Architekten; am 15. Mai 2015 heirateten sie. Bettel war nach Jóhanna Sigurðardóttir der zweite Regierungschef in Europa, der in seiner Amtszeit einen gleichgeschlechtlichen Partner ehelichte. Im Februar 2019 sorgte Bettel für Aufmerksamkeit, als er bei einem Treffen mit Vertretern der Arabischen Liga öffentlich darauf hinwies, dass Homosexualität in den meisten der an der Konferenz teilnehmenden Staaten mit einer Haft- oder sogar der Todesstrafe belegt sei.
In seine Amtszeit fiel die Veröffentlichung geheimer Vereinbarungen zwischen internationalen Konzernen und den Luxemburger Steuerbehörden, die so genannten Luxemburg-Leaks. Daraufhin verteidigte Bettel die luxemburgische Steuerpolitik und sagte auf kritische Kommentare aus Deutschland: „Ich kann nicht meine Steuern erhöhen, weil es dem Nachbarland dann besser geht.“
Im September 2019 wurde Xavier Bettel wegen seiner von britischen Medien und Politikern als „öffentliche Demütigung Boris Johnsons“ wahrgenommenen Vorgehensweise kritisiert, nachdem er während eines Besuchs des britischen Premierministers eine gemeinsame Pressekonferenz in Rufweite von Johnson-feindlichen Demonstranten geplant und ihre Verlegung an einen ruhigeren Ort abgelehnt hatte. Johnson reiste ab, während Bettel allein in der Pressekonferenz auftrat und sich unter dem Jubel der Demonstranten kritisch über den EU-Austritt des Vereinigten Königreichs äußerte.
Im Jahr 2021 fasste der Publizist Pol Reuter Recherchen von Reporter.lu über den Studienabschluss Bettels folgendermaßen zusammen: „In seiner Abschlussarbeit an der Universität Nancy findet sich nicht eine korrekte Quellenangabe.“ Die 1999 eingereichte Arbeit widmete sich dem Thema der Wahlreform im Europäischen Parlament, nur zwei von insgesamt 56 Seiten seien frei von Plagiaten. Eine offizielle Untersuchung der Université de Lorraine, in der die Universität Nancy 2012 aufgegangen war, wurde eingeleitet. Bettel äußerte in den Medien, er vertraue dem Urteil der Universität und werde ihre abschließende Beurteilung akzeptieren. Am 1. Februar 2022 teilte er in einer Pressemeldung des Staatsministeriums mit, dass er die Universität bitte, ihm das DEA (Diplôme d'études approfondies) abzuerkennen. Die Universität hatte ihn tags zuvor gebeten, die in der Abschlussarbeit fehlenden Quellennachweise nachzuliefern.

Daraufhin kritisierte Pol Reuter in seinem Artikel Die merkwürdige Genehmigung eines Plagiats die Entscheidung der Hochschule, die, so seine Interpretation, sich nicht klar entscheide. Die von ihr vorgenommene Untersuchung bestätige zwar in Teilen den Plagiatsbefund, zugleich verteidige sie aber den heutigen Premierminister mit fragwürdigen Argumenten.
Am 8. Oktober 2023 wurde Bettel bei der Kammerwahl 2023 erneut in die Abgeordnetenkammer gewählt. Nach dem Verlust der Mehrheit der bisherigen Koalition ging Bettels Partei eine Koalition mit der Chrëschtlech-Sozial Vollekspartei ein (Regierung Frieden-Bettel). Darin wurde er stellvertretender Premierminister, Außenminister und Minister für Außenhandel und die Großregion.

## Auszeichnungen und Ehrungen
- Großkreuz des Ordens der Eichenkrone (2014)[24]
- Orden des Marienland-Kreuzes (I. Klasse) (2018)[25]
- Ehrenbürgerschaft von Mexiko-Stadt (2019)[26]
- Großkreuz des Ordens der Ehre (2023)[27]